# 馬爾科·弗塔茨
馬爾科·弗塔茨（匈牙利語：Márkó Futács；1990年2月22日—）是一位匈牙利足球運動員。在場上的位置是前鋒。他現在效力於土耳其足球超級聯賽球隊梅爾辛足球俱樂部。他也代表匈牙利國家足球隊參賽。

## 榮譽

### 球會
文達不來梅 
- 德國超級盃: 2009–10

迪歐斯捷爾
- 匈牙利聯賽盃: 2013–14

### 國際賽
匈牙利
- 國際足總U-20世界盃: 第三名 2009

## 外部連結
- Márkó Futács profile at magyarfutball.hu （页面存档备份，存于）
- 足球数据库：馬爾科·弗塔茨的球员统计数据
- fussballdaten.de：Márkó Futács之統計數據 （德文）